# حد ديديكايند
حد ديديكايند أو تقسيم ديديكايند لمجموعة مرتبة كليا S هو زوج (A,B) من أجزاء S حيث : {A,B} تكون تجزئة ل S وكل عنصر من A أصغر (قطعا) من كل عنصر من B.
يوحي هذا التعريف بوجود "حد" يفصل بين A و B مما يفسر الاصطلاح. واستعمل هذا المفهوم أولا من طرف ريتشارد ديدكايند كطريقة لإنشاء الأعداد الحقيقية غير الجذرية. سمي هكذا نسبة لعالم الرياضيات الألماني ريتشارد ديدكايند.[بحاجة لمصدر]

## التعريف
لتكن S مجموعة مرتبة كليا، و A و B جزئين من S.{\displaystyle A\subset S} و{\displaystyle B\subset S}
نقول أن المزدوجة (A,B) حد لديديكايند إذا كان:
1. {\displaystyle A\neq \emptyset ,B\neq \emptyset }
2. {\displaystyle A\cap B=\emptyset }
3. {\displaystyle A\cup B=S}
4. {\displaystyle \forall x\in A,\forall y\in B,x<y}
5. {\displaystyle A} لا تحتوي على أكبر عنصر.

الخاصيات 1 إلى 3 تفيد بأن {A,B} تجزئة ل S. مما يعني أن تحديد أحد الجزئين A أو B يكفي لتحديد الحد. إلا أننا نحتفظ بالجزئين معا ونرمز للحد بالزوج (A,B).
كما يمكن أن نعوض الخاصية 4 ب:
```
*A مغلق دنويا: 

  

    

      

        
∀

        
a

        
∈

        
A

        
,

        
∀

        
x

        
∈

        
E

        
,

        
(

        
x

        
≤

        
a

        
⇒

        
x

        
∈

        
A

        
)

      

    

    
{\displaystyle \forall a\in A,\forall x\in E,(x\leq a\Rightarrow x\in A)}

  

 
*و B مغلق علويا: 

  

    

      

        
∀

        
b

        
∈

        
B

        
,

        
∀

        
y

        
∈

        
E

        
,

        
(

        
y

        
≥

        
b

        
⇒

        
y

        
∈

        
B

        
)

      

    

    
{\displaystyle \forall b\in B,\forall y\in E,(y\geq b\Rightarrow y\in B)}

  

.
```

للحصول على تعريف مكافئ.

## مقارنة حدين لديديكايند
لتكن S مجموعة مرتبة كليا. (A,B) و(X,Y) حدين لديديكايند.
نعرف علاقة ترتيب> على {\displaystyle D} مجموعة حدود ديديكايند ل S بما يلي :
```

  

    

      

        
(

        
A

        
,

        
B

        
)

        
<

        
(

        
X

        
,

        
Y

        
)

        
⇔

        
A

        
⊂

        
X

      

    

    
{\displaystyle (A,B)<(X,Y)\Leftrightarrow A\subset X}

  

.
```

نبين أن {\displaystyle (D,<)} تكون مجموعة مرتبة كليا باستعمال هذا الترتيب. كما أن خاصية الكابر الأصغر محققة على {\displaystyle (D,<)} (أي أن كل جزء مكبور يقبل كابرا دنويا).
يشكل {\displaystyle D} امتدادا ل S بمعنى ان كل عنصر x من S يقابله عنصر من {\displaystyle D} عبر التطبيق التبايني و«التشاكلي» (أي الذي يحافظ على علاقة الترتيب>) :
{\displaystyle x:->(\{a\in S|a<x\},\{b\in S|x\leq b\})}
ملاحظة

الخاصية 5 في التعريف تبين أن {\displaystyle (\{a\in S|a\leq x\},\{b\in S|x<b\})} ليست حدا لديديكايند.
بذلك نرى أن حدود ديديكايند تمكن من تمديد مجموعة مرتبة كليا إلى مجموعة مرتبة كليا تحقق خاصية الكابر الأصغر.